# Jassin (Rapper)
Jassin (* 22. Februar 2005 in Lutherstadt Wittenberg; bürgerlich: Jassin Awadallah) ist ein deutscher Rapper und Sänger.

## Leben
Als Sohn einer deutschen Mutter und eines ägyptischen Vaters wuchs Jassin Awadallah mit arabischer Musik und Songs von Künstlern wie Peter Maffay und Herbert Grönemeyer auf. In seiner Jugend begann er, erste eigene Songs zu schreiben. Als Einflüsse nennt er Kafka, aber auch Musiker wie Apsilon, Haftbefehl, Celo & Abdi, Schmyt oder Tristan Brusch. Mit 17 Jahren erreichte er die Höchstpunktzahl (25) beim Bundeswettbewerb Jugend musiziert und holte sich damit den 1. Platz in Sachsen-Anhalt. Jassin studierte außerdem ein Semester lang Jazzgesang in Köln.

## Musik
Erste Musikvideos veröffentlichte Jassin im Frühjahr 2024 auf TikTok und Instagram. Noch vor dem Release seiner Debütsingle Wellness am Scherbenmeer, hatte er seinen ersten Auftritt bei Unreleased Berlin – einer monatlichen Eventreihe mit geheimem Line-up. Im September 2024 erschien schließlich seine Debüt-EP Kinder können fies sein mit insgesamt sechs Songs bei Columbia / Sony Music. Im selben Jahr trat er beim Reeperbahn Festival auf und spielte unter anderem als Support bei der Apsilon Tour 2024 und der No Phones Allowed Tour von RIN & Schmyt.
In seinen Texten behandelt er Themen wie Rassismus, Schönheitsideale, patriarchale Strukturen, Freundschaften oder Kindheit und Jugend in einer Kleinstadt.
Im April 2025 ging Jassin auf seine erste Solotour. Bestätigte Festivalauftritte hatte er unter anderem beim splash!, c/o pop, Stadt ohne Meer, MS Dockville, Superbloom-Festival und Poolbar-Festival.
Dazu kündigte Jassin eine weitere Tour an, die im Winter 2025 stattfinden wird.

## Politisches und soziales Engagement
Um die Arbeit der Akteurinnen und Akteure vor Ort zu unterstützen, spielte Jassin im Herbst 2024 in ausgewählten alternativen Jugendzentren im Osten Deutschlands.
Mit Trettmann nahm er den Titel Nach Hause komm’ für dessen Album Your Love Is King 3 auf. Im dazugehörigen Musikvideo tragen die beiden Bomberjacken mit Koordinaten von Tatorten wie Hanau, Halle, Mölln, Solingen oder Hoyerswerda. Im Zuge der Veröffentlichung starteten sie die Spendenaktion AUGEN AUF für Betroffene von rechter Gewalt.

## Diskografie
EPs
- 2024: Kinder können fies sein (Columbia / Sony Music)

Singles
- 2024: Wellness am Scherbenmeer (Columbia / Sony Music)

- 2024: Bind mir die Augen zu (Columbia / Sony Music)
- 2024: Duftkerzen (Columbia / Sony Music)
- 2024: stadt / mit Maïa (Columbia / Sony Music)
- 2025: Dieses eine Lied (Columbia / Sony Music)
- 2025: Bitte sei vorsichtig (Columbia / Sony Music)

Als Gastmusiker
- 2024: Nach Hause komm' / mit Trettmann (BMG)